# Callionymus pleurostictus
Callionymus pleurostictus là một loài cá biển thuộc chi Callionymus trong họ Cá đàn lia. Loài này được mô tả lần đầu tiên vào năm 1982.

## Phân bố và môi trường sống
C. pleurostictus được tìm thấy từ quần đảo Ryukyu trải dài đến phía bắc Úc, được thu thập ở độ sâu khoảng 42 m trở lại (thường là 20 m trở lại).

## Mô tả
Chiều dài lớn nhất được ghi nhận ở C. pleurostictus là khoảng 2,3 cm.